# I liga argentyńska w piłce nożnej (2000/2001)
Mistrzem Argentyny turnieju Apertura w sezonie 2000/2001 został Boca Juniors, natomiast wicemistrzem Argentyny turnieju Apertura został klub River Plate. Mistrzostwo Argentyny turnieju Clausura w sezonie 2000/2001 zdobył San Lorenzo de Almagro, a wicemistrzostwo Argentyny turnieju Clausura zdobył klub River Plate.
O tym, które zespoły zagrają w międzynarodowych pucharach zadecydowała sumaryczna tabela łącząca wyniki turniejów Apertura i Clausura. Do Copa Libertadores w roku 2002 zakwalifikowały się następujące kluby:
- San Lorenzo de Almagro
- River Plate
- Boca Juniors
- Talleres Córdoba
- CA Vélez Sarsfield

Do ostatniej edycji Copa Mercosur w roku 2001 zakwalifikowało się z Argentyny sześć klubów:
- San Lorenzo de Almagro
- River Plate
- Boca Juniors
- Talleres Córdoba
- CA Vélez Sarsfield
- Independiente

Tabela spadkowa zadecydowała o tym, które kluby spadną do drugiej ligi (Primera B Nacional Argentina), a które będą miały szanse obronić swój byt pierwszoligowy w barażach. Bezpośrednio spadły kluby, które w tabeli spadkowej zajęły dwa ostatnie miejsca – Almagro Buenos Aires i Los Andes Buenos Aires. Na ich miejsce awansowały dwie najlepsze drużyny z drugiej ligi – CA Banfield i Nueva Chicago Buenos Aires. Mecze barażowe musiały stoczyć Argentinos Juniors i Belgrano Córdoba. Oba zespoły utrzymały się w pierwszej lidze.

## Torneo Apertura 2000/01

### Apertura 1
| Data             | Mecz |
| ---------------- | --- |
| 28 lipca 2000    | San Lorenzo de Almagro – Gimnasia y Esgrima La Plata 3:0 Guillermo Franco 40, 69, Sebastián Abreu 74                        |
| 29 lipca 2000    | Talleres Córdoba – Racing Club 3:0 Gabriel Fernando Roth 20, Darío Alberto Gigena 27k, 62                                   |
| 30 lipca 2000    | Vélez Sarsfield – Lanús 1:0 Darío Fernando Husaín 80                                                                        |
| 30 lipca 2000    | CA Colón – Huracán 1:1 Adrián Alberto Gorostidi 70 – Sebastián Darío Morquio 90                                             |
| 30 lipca 2000    | Estudiantes La Plata – River Plate 1:1 Gustavo Adrián Lombardi 21s – Martín Cardetti 74                                     |
| 30 lipca 2000    | Boca Juniors – Argentinos Juniors 4:0 Christian Giménez 21, Jorge Bermúdez 58, Antonio Daniel Barijho 69, Martín Palermo 82 |
| 31 lipca 2000    | Chacarita Juniors – Unión Santa Fe 0:0                                                                                      |
| 12 sierpnia 2000 | Independiente – Belgrano Córdoba 0:0                                                                                        |
| 12 sierpnia 2000 | Los Andes – Newell’s Old Boys 1:1 Óscar Diego Monje 81 – Fabricio Fuentes 87                                                |
| 13 sierpnia 2000 | Rosario Central – Almagro 1:1 Pablo Andrés Sánchez 49 – Adrián Norberto Coria 63                                            |

### Apertura 2
| Data            | Mecz |
| --------------- | --- |
| 4 sierpnia 2000 | Huracán – Rosario Central 3:1 Derlis Francisco Soto 14, Sebastián Darío Morquio 81, Gastón Casas 89 – Fernando Javier Pierucci 70 |
| 5 sierpnia 2000 | Belgrano Córdoba – Talleres Córdoba 1:1 Luis Fabián Artime 2k – Rodrigo Daniel Astudillo 70                                       |
| 5 sierpnia 2000 | Unión Santa Fe – Boca Juniors 1:2 Andrés Silvera 67 – Antonio Daniel Barijho 27, 33                                               |
| 6 sierpnia 2000 | Lanús – CA Colón 0:2 Claudio Fernando Graf 52, 78k                                                                                |
| 6 sierpnia 2000 | River Plate – Vélez Sarsfield 2:1 Víctor Eduardo Zapata 53, Martín Cardetti 90+1 – Federico Hernán Domínguez 75                   |
| 6 sierpnia 2000 | Gimnasia y Esgrima La Plata – Chacarita Juniors 2:0 Favio Damián Fernández 70, Edgardo Adinolfi 81                                |
| 6 sierpnia 2000 | Newell’s Old Boys – San Lorenzo de Almagro 1:0 Sebastián Pablo Cobelli 84                                                         |
| 6 sierpnia 2000 | Racing Club – Los Andes 1:2 Carlos Maximiliano Estévez 18 – Víctor Manuel López 48, Óscar Diego Monje 88                          |
| 6 sierpnia 2000 | Almagro – Independiente 1:1 Jésus Sinisterra 11 – Jorge Daniel Martínez 80                                                        |
| 7 sierpnia 2000 | Argentinos Juniors – Estudiantes La Plata 1:1 Federico Insúa 9 – Nelson Omar Agoglia 56                                           |

### Apertura 3
| Data             | Mecz |
| ---------------- | --- |
| 12 sierpnia 2000 | Boca Juniors – Gimnasia y Esgrima La Plata 3:3 Martín Palermo 45, 54, Juan Román Riquelme 80 – Ariel Gustavo Pereyra 36k, 90+2, Facundo Sava 90+1 |
| 18 sierpnia 2000 | Estudiantes La Plata – Vélez Sarsfield 0:0 |
| 19 sierpnia 2000 | CA Colón – River Plate 1:2 Carlos Morales Santos 89k – Javier Saviola 41, Juan Pablo Ángel 51                                                     |
| 20 sierpnia 2000 | Chacarita Juniors – Newell’s Old Boys 0:2 Pablo Horacio Guiñazú 53, Germán Real 89                                                                |
| 20 sierpnia 2000 | Argentinos Juniors – Unión Santa Fe 4:0 Federico Insúa 36, Rolando Schiavi 47, Diego Daniel Bustos 57, Carlos Alberto Yaqué 73                    |
| 20 sierpnia 2000 | Rosario Central – Lanús 1:1 Rafael Nazareno Maceratesi 35 – Diego Klimowicz 44                                                                    |
| 20 sierpnia 2000 | Independiente – Huracán 0:2 Rodolfo Graieb 88, Derlis Francisco Soto 90                                                                           |
| 20 sierpnia 2000 | Los Andes – Belgrano Córdoba 2:2 Óscar Diego Monje 23, Mauricio Pedro Levato 31 – Leonardo Torres 14, Luis Fabián Artime 69                       |
| 20 sierpnia 2000 | San Lorenzo de Almagro – Racing Club 3:1 Bernardo Romeo 63, Sebastián Abreu 65k, 78 – José Chatruc 25                                             |
| 21 sierpnia 2000 | Talleres Córdoba – Almagro 1:0 Daniel Alberto Albornos 35                                                                                         |

### Apertura 4
| Data             | Mecz |
| ---------------- | --- |
| 25 sierpnia 2000 | Vélez Sarsfield – CA Colón 1:1 José Luis Chilavert 67k – Claudio Fernando Graf 27                                               |
| 26 sierpnia 2000 | Newell’s Old Boys – Boca Juniors 1:3 Sebastián Cejas 37k – Juan Román Riquelme 6k, Hugo Ibarra 15, Martín Palermo 65            |
| 27 sierpnia 2000 | Lanús – Independiente 2:1 Luis Francisco Zubeldía 17, Juan Ignacio Fernández 86 – Carlos Cecilio Estigarribia 39                |
| 27 sierpnia 2000 | Unión Santa Fe – Estudiantes La Plata 0:1 Ernesto Farías 25                                                                     |
| 27 sierpnia 2000 | Racing Club – Chacarita Juniors 0:0                                                                                             |
| 27 sierpnia 2000 | Belgrano Córdoba – San Lorenzo de Almagro 0:1 Walter Erviti 68                                                                  |
| 27 sierpnia 2000 | Almagro – Los Andes 2:2 Cristian Darío Aragón 27, Adrián Norberto Coria 90+3 – Ezequiel Maggiolo 69, Mauricio Pedro Levato 73   |
| 27 sierpnia 2000 | Huracán – Talleres Córdoba 1:1 Fernando Daniel Moner 45 – Rodrigo Daniel Astudillo 19                                           |
| 27 sierpnia 2000 | River Plate – Rosario Central 4:1 Javier Saviola 4, Diego Placente 20, Juan Pablo Ángel 27, 51 – Rafael Nazareno Maceratesi 31k |
| 28 sierpnia 2000 | Gimnasia y Esgrima La Plata – Argentinos Juniors 1:1 Claudio Enría 17 – Carlos Alberto Yaqué 80                                 |

### Apertura 5
| Data            | Mecz |
| --------------- | --- |
| 5 września 2000 | Argentinos Juniors – Newell’s Old Boys 0:1 Rubén Darío Gigena 11                                                           |
| 5 września 2000 | Talleres Córdoba – Lanús 3:0 Dante Rafael Unali 17, Diego Héctor Garay 80, Luis Enrique Rueda 89                           |
| 5 września 2000 | Los Andes – Huracán 1:0 Gabriel Hernán Caiafa 85                                                                           |
| 5 września 2000 | San Lorenzo de Almagro – Almagro 2:0 Bernardo Romeo 52, Sebastián Abreu 75                                                 |
| 6 września 2000 | Chacarita Juniors – Belgrano Córdoba 2:2 Carim Adippe 37, Ariel Javier Rosada 60 – Josemir Lujambio 80, Leonardo Torres 88 |
| 6 września 2000 | Boca Juniors – Racing Club 1:1 Gustavo Barros Schelotto 4 – Manuel Neira 19                                                |
| 6 września 2000 | Rosario Central – Vélez Sarsfield 2:2 Ricardo Vicente Canals 67k, Pablo Andrés Sánchez 75 – Víctor Javier Müller 37, 77    |
| 6 września 2000 | Independiente – River Plate 0:1 Juan Pablo Ángel 78                                                                        |
| 6 września 2000 | Unión Santa Fe – Gimnasia y Esgrima La Plata 0:2 Ariel Gustavo Pereyra 15, Facundo Sava 54                                 |
| 6 września 2000 | Estudiantes La Plata – CA Colón 2:0 Ernesto Farías 41, Juan Manuel Azconzábal 49                                           |

### Apertura 6
| Data                | Mecz |
| ------------------- | --- |
| 8 września 2000     | Racing Club – Argentinos Juniors 0:0 mecz przerwany w 47 minucie z powodu ulewy dokończony został 6 października 2000                                                 |
| 9 września 2000     | Belgrano Córdoba – Boca Juniors 1:3 Sebastián Battaglia 89s – Martín Palermo 65, Gustavo Barros Schelotto 88, Marcelo Delgado 90                                      |
| 10 września 2000    | Lanús – Los Andes 6:0 Rubén Óscar Capria 24k, 45, Ariel Maximiliano López 64, Juan Ignacio Fernández 66, Diego Klimowicz 78, 86                                       |
| 10 września 2000    | River Plate – Talleres Córdoba 4:1 Juan Pablo Ángel 6, 52, Ariel Ortega 34, Martín Cardetti 83 – Mario Eduardo Cuenca 59k                                             |
| 10 września 2000    | Gimnasia y Esgrima La Plata – Estudiantes La Plata 3:2 Mariano Messera 10, Ariel Gustavo Pereyra 77k, Facundo Sava 88 – Juan Manuel Azconzábal 8, Alejandro Osorio 28 |
| 10 września 2000    | Huracán – San Lorenzo de Almagro 2:1 Sebastián Darío Morquio 15, Iván César Gabrich 75 – Bernardo Romeo 40                                                            |
| 10 września 2000    | Newell’s Old Boys – Unión Santa Fe 0:0 |
| 10 września 2000    | Vélez Sarsfield – Independiente 1:1 Darío Fernando Husaín 79 – Sebastián Rambert 80                                                                                   |
| 11 września 2000    | CA Colón – Rosario Central 1:0 Claudio Darío Biaggio 67 |
| 11 września 2000    | Almagro – Chacarita Juniors 0:1 Carlos Alberto Moreno 27k |
| 6 października 2000 | Racing Club – Argentinos Juniors 0:0 dokończono brakujące 43 minuty z 8 września 2000                                                                                 |

### Apertura 7
| Data             | Mecz |
| ---------------- | --- |
| 15 września 2000 | Unión Santa Fe – Racing Club 2:0 Daniel Tilger 25, 89 |
| 16 września 2000 | Talleres Córdoba – Vélez Sarsfield 1:0 Hernán Franco 90+2 |
| 17 września 2000 | Chacarita Juniors – Huracán 1:2 Silvio Carrario 69 – Iván César Gabrich 54, Sebastián Darío Morquio 79k                                                                                |
| 17 września 2000 | Boca Juniors – Almagro 2:0 Martín Palermo 19k, Marcelo Delgado 23 |
| 17 września 2000 | Argentinos Juniors – Belgrano Córdoba 1:1 Diego Daniel Bustos 30 – Julio Humberto Mugnaini 89                                                                                          |
| 17 września 2000 | Gimnasia y Esgrima La Plata – Newell’s Old Boys 4:3 Ariel Gustavo Pereyra 50k, Facundo Sava 70, 75, Mariano Messera 81 – Rubén Darío Gigena 23, Damián Manso 27, Juan Pablo Vojvoda 73 |
| 17 września 2000 | Independiente – CA Colón 2:1 Daniel Óscar Garnero 51k, Diego Forlán 53 – Claudio Fernando Graf 63                                                                                      |
| 17 września 2000 | San Lorenzo de Almagro – Lanús 4:2 Sebastián Abreu 2, 17k, Bernardo Romeo 49, 65 – Diego Klimowicz 65, 70                                                                              |
| 17 września 2000 | Los Andes – River Plate 0:4 Roberto Luis Trotta 48k, Juan Pablo Ángel 53, Pablo Aimar 80, Leonel Fernando Gancedo 90                                                                   |
| 18 września 2000 | Rosario Central – Estudiantes La Plata 2:3 Líber Vespa 53, Rafael Nazareno Maceratesi 60 – Ernesto Farías 3k, 28k, 76                                                                  |

### Apertura 8
| Data              | Mecz |
| ----------------- | --- |
| 22 września 2000  | Racing Club – Gimnasia y Esgrima La Plata 0:2 Facundo Sava 27, Favio Damián Fernández 42 |
| 23 września 2000  | Rosario Central – Independiente 1:1 Ezequiel González 70 – Esteban Cambiasso 65 |
| 24 września 2000  | Lanús – Chacarita Juniors 0:1 Iván Alejandro Furios 55 |
| 24 września 2000  | Huracán – Boca Juniors 0:1 Martín Palermo 32 |
| 24 września 2000  | Vélez Sarsfield – Los Andes 3:1 José Luis Chilavert 17, Darío Fernando Husaín 70, Víctor Javier Müller 88 – Ezequiel Maggiolo 33                                                             |
| 24 września 2000  | CA Colón – Talleres Córdoba 4:2 Claudio Fernando Graf 11, Esteban Andrés Valencia 49, Pablo Javier Morant 74, Claudio Darío Biaggio 90+3 – Daniel Alberto Albornos 52, Luis Enrique Rueda 79 |
| 24 września 2000  | Estudiantes La Plata – Newell’s Old Boys mecz przerwany w 41 minucie powtórzony 14 listopada 2000                                                                                            |
| 24 września 2000  | River Plate – San Lorenzo de Almagro 2:2 Javier Saviola 33, Juan Pablo Ángel 61 – Guillermo Franco 48, 56                                                                                    |
| 25 września 2000  | Almagro – Argentinos Juniors 0:0 |
| 25 września 2000  | Belgrano Córdoba – Unión Santa Fe 1:1 Leonardo Torres 7 – Daniel Tilger 28 |
| 14 listopada 2000 | Estudiantes La Plata – Newell’s Old Boys 0:0 |

### Apertura 9
| Data                | Mecz |
| ------------------- | --- |
| 29 września 2000    | Boca Juniors – Lanús 3:2 Marcelo Delgado 4, Mauricio Serna 13, Martín Palermo 70 – Diego Klimowicz 25, Rubén Óscar Capria 74                    |
| 30 września 2000    | Newell’s Old Boys – Racing Club 1:1 Germán Real 56 – Javier Alejandro Lux 32                                                                    |
| 1 października 2000 | Chacarita Juniors – River Plate 1:0 Carlos Alberto Moreno 40                                                                                    |
| 1 października 2000 | Argentinos Juniors – Huracán 1:1 Federico Insúa 19 – Daniel Alejandro Juárez 37                                                                 |
| 1 października 2000 | Unión Santa Fe – Almagro 3:0 Cristian Ríos 14, 52, Matías Donnet 62                                                                             |
| 1 października 2000 | Gimnasia y Esgrima La Plata – Belgrano Córdoba 2:2 Marcelo Adrián Gómez 18, Facundo Sava 86 – Luis Fabián Artime 44, Julio Humberto Mugnaini 65 |
| 1 października 2000 | Independiente – Estudiantes La Plata 0:1 Roberto Fabián Pompei 10                                                                               |
| 1 października 2000 | Talleres Córdoba – Rosario Central 2:0 Rodrigo Daniel Astudillo 4, Luis Enrique Rueda 19                                                        |
| 1 października 2000 | San Lorenzo de Almagro – Vélez Sarsfield 0:1 Guillermo Carlos Morigi 2                                                                          |
| 2 października 2000 | Los Andes – CA Colón 0:1 Darío Alberto Gigena 10                                                                                                |

### Apertura 10
| Data                 | Mecz |
| -------------------- | --- |
| 13 października 2000 | Independiente – Talleres Córdoba 1:2 Diego Forlán 27 – Luis Enrique Rueda 30, Mariano Fabián Monrroy 90+1                                                                 |
| 14 października 2000 | Huracán – Unión Santa Fe 0:1 Daniel Tilger 89 |
| 14 października 2000 | CA Colón – San Lorenzo de Almagro 3:2 Claudio Fernando Graf 11, Javier Delgado 55k, Pablo Javier Morant 85 – Bernardo Romeo 20, Leandro Romagnoli 79                      |
| 15 października 2000 | Vélez Sarsfield – Chacarita Juniors 1:0 Jairo Castillo 21 |
| 15 października 2000 | Estudiantes La Plata – Racing Club 1:1 Ernesto Farías 1k – Manuel Neira 90                                                                                                |
| 15 października 2000 | Rosario Central – Los Andes 6:2 Miguel Cáceres Báez 1, 21, 54, Líber Vespa 62, 83, Rafael Nazareno Maceratesi 88k – Daniel Díaz 40s, Víctor Manuel López 68k              |
| 15 października 2000 | Belgrano Córdoba – Newell’s Old Boys 5:1 Gastón Ricardo Liendo 23, 65, Luis Fabián Artime 54k, Josemir Lujambio 55, Julio Humberto Mugnaini 90+1 – Diego Jesús Quintana 8 |
| 15 października 2000 | River Plate – Boca Juniors 1:1 Javier Saviola 59 – Martín Palermo 14 |
| 16 października 2000 | Almagro – Gimnasia y Esgrima La Plata 0:1 Ariel Gustavo Pereyra 65k |
| 16 października 2000 | Lanús – Argentinos Juniors 1:1 Rubén Óscar Capria 55k – Cristián Gastón Zermattén 58                                                                                      |

### Apertura 11
| Data                 | Mecz |
| -------------------- | --- |
| 20 października 2000 | Racing Club – Belgrano Córdoba 0:0 |
| 22 października 2000 | Chacarita Juniors – CA Colón 3:1 Silvio Carrario 52, 87, Carlos Alberto Moreno 85k – Claudio Darío Biaggio 58                                                                                                  |
| 22 października 2000 | Argentinos Juniors – River Plate 2:2 Sebastián Diego Pena 17, Rolando Schiavi 35k – Roberto Luis Trotta 81, Diego Placente 82                                                                                  |
| 22 października 2000 | Unión Santa Fe – Lanús 0:0 |
| 22 października 2000 | Gimnasia y Esgrima La Plata – Huracán 4:3 Marcelo Adrián Gómez 3, Ariel Gustavo Pereyra 60k, Mariano Messera 69, Facundo Sava 83 – Sebastián Darío Morquio 24k, Juan Carlos Padra 44, Derlis Francisco Soto 62 |
| 22 października 2000 | Talleres Córdoba – Estudiantes La Plata 3:0 Luis Enrique Rueda 4, 60, 78 |
| 22 października 2000 | Los Andes – Independiente 1:2 Fernando Ariel Troyanski 41 – Diego Forlán 14, 81 |
| 22 października 2000 | San Lorenzo de Almagro – Rosario Central 4:1 Pedro Pablo Portocarrero 43, Leandro Romagnoli 58, Sebastián Abreu 60, Guillermo Franco 64 – Ezequiel González 1                                                  |
| 22 października 2000 | Boca Juniors – Vélez Sarsfield 3:1 Marcelo Delgado 4, Juan Román Riquelme 46, 53 – Darío Fernando Husaín 54 |
| 23 października 2000 | Newell’s Old Boys – Almagro 1:1 Rubén Darío Gigena 52 – Adrián Norberto Coria 12 |

### Apertura 12
| Data                 | Mecz |
| -------------------- | --- |
| 27 października 2000 | River Plate – Unión Santa Fe 1:1 Javier Saviola 29 – Daniel Tilger 42                                                        |
| 28 października 2000 | Huracán – Newell’s Old Boys 2:0 Sebastián Darío Morquio 16k, Juan Carlos Padra 54                                            |
| 28 października 2000 | Rosario Central – Chacarita Juniors 1:0 Líber Vespa 27                                                                       |
| 29 października 2000 | Lanús – Gimnasia y Esgrima La Plata 1:3 Rubén Óscar Capria 48 – Claudio Enría 34, Ariel Gustavo Pereyra 51k, Facundo Sava 75 |
| 29 października 2000 | Talleres Córdoba – Los Andes 2:1 Óscar Darío Alaniz 17, Mario Eduardo Cuenca 45k – Matías Alberto Marchesini 62              |
| 29 października 2000 | Almagro – Racing Club 0:2 Adrián Jesús Bastía 13, José Chatruc 26                                                            |
| 29 października 2000 | Vélez Sarsfield – Argentinos Juniors 1:0 Jairo Castillo 35                                                                   |
| 29 października 2000 | CA Colón – Boca Juniors 0:0                                                                                                  |
| 29 października 2000 | Independiente – San Lorenzo de Almagro 1:2 Gabriel Milito 74 – Guillermo Daniel Rivarola 66, Jorge Roberto Quinteros 87      |
| 30 października 2000 | Estudiantes La Plata – Belgrano Córdoba 2:0 Ernesto Farías 72, 76                                                            |

### Apertura 13
| Data             | Mecz |
| ---------------- | --- |
| 3 listopada 2000 | San Lorenzo de Almagro – Talleres Córdoba 1:1 Jorge Roberto Quinteros 63 – Diego Héctor Garay 90+1                                                    |
| 4 listopada 2000 | Unión Santa Fe – Vélez Sarsfield 1:1 José Augusto Parmiggiani 90+1 – Guillermo Carlos Morigi 23                                                       |
| 5 listopada 2000 | Chacarita Juniors – Independiente 2:1 Diego Latorre 35, Silvio Carrario 80 – Matías Vuoso 32                                                          |
| 5 listopada 2000 | Gimnasia y Esgrima La Plata – River Plate 2:2 Ariel Gustavo Pereyra 40k, 59k – Martín Cardetti 34, Javier Saviola 90+1                                |
| 5 listopada 2000 | Newell’s Old Boys – Lanús 1:0 Fabricio Fuentes 32 |
| 5 listopada 2000 | Racing Club – Huracán 2:2 Osvaldo Francisco Canobbio 80, Marcelo Saralegui 89 – Sebastián Darío Morquio 56, Derlis Francisco Soto 82                  |
| 5 listopada 2000 | Belgrano Córdoba – Almagro 1:0 Luis Fabián Artime 45                                                                                                  |
| 5 listopada 2000 | Los Andes – Estudiantes La Plata 1:0 Víctor Manuel López 63                                                                                           |
| 5 listopada 2000 | Boca Juniors – Rosario Central 3:3 Marcelo Delgado 22, Martín Palermo 71, Guillermo Barros Schelotto 80k – Miguel Cáceres Báez 49, 88, Daniel Díaz 73 |
| 6 listopada 2000 | Argentinos Juniors – CA Colón 0:4 Luis Adrián Medero 14, Darío Alberto Gigena 30, Eros Roque Pérez 41, Adrián Alberto Gorostidi 90+3                  |

### Apertura 14
| Data              | Mecz |
| ----------------- | --- |
| 10 listopada 2000 | Los Andes – San Lorenzo de Almagro 0:1 Horacio Andrés Ameli 85 |
| 11 listopada 2000 | Vélez Sarsfield – Gimnasia y Esgrima La Plata 3:1 Mauro Iván Óbolo 65, Federico Hernán Domínguez 88, Maximiliano Pellegrino 90+1 – Hernán Raúl Ocampos 84                                                  |
| 11 listopada 2000 | CA Colón – Unión Santa Fe 2:2 Javier Delgado 28, Darío Alberto Gigena 66 – Cristian Ríos 11, Daniel Tilger 38                                                                                              |
| 11 listopada 2000 | Estudiantes La Plata – Almagro 3:2 Horacio Ramón Cardozo 13, Ernesto Farías 19k, Luciano Galletti 22 – Edgardo Fabián Prátola 78s, Roberto Emanuel Demus 81                                                |
| 11 listopada 2000 | Rosario Central – Argentinos Juniors 1:0 Rafael Nazareno Maceratesi 90+2 |
| 11 listopada 2000 | Talleres Córdoba – Chacarita Juniors 2:1 Rodrigo Daniel Astudillo 4, 55 – Silvio Carrario 7 |
| 11 listopada 2000 | Lanús – Racing Club 2:0 Ariel Maximiliano López 10, Sergio Zanetti 36s mecz przerwany w 45 minucie z powodu ulewy dokończony 6 grudnia 2000                                                                |
| 11 listopada 2000 | River Plate – Newell’s Old Boys 1:0 Ariel Ortega 27 mecz przerwany w 31 minucie z powodu ulewy dokończony 6 grudnia 2000                                                                                   |
| 11 listopada 2000 | Huracán – Belgrano Córdoba 1:0 Gabriel Alfredo Lobos 7 mecz przerwany w 45 minucie z powodu ulewy dokończony 6 grudnia 2000                                                                                |
| 11 listopada 2000 | Independiente – Boca Juniors mecz odwołany z powodu ulewy rozegrany 6 grudnia 2000 |
| 6 grudnia 2000    | Lanús – Racing Club 4:2 Ariel Maximiliano López 10, 62, Sergio Zanetti 36s, Diego Klimowicz 73k – Osvaldo Francisco Canobbio 59, Sergio Zanetti 78 dokończono pozostałe 45 minut meczu z 11 listopada 2000 |
| 6 grudnia 2000    | River Plate – Newell’s Old Boys 2:0 Ariel Ortega 27, Eduardo Germán Coudet 40 dokończono pozostałe 59 minut meczu z 11 listopada 2000                                                                      |
| 6 grudnia 2000    | Huracán – Belgrano Córdoba 2:1 Gabriel Alfredo Lobos 7, Derlis Francisco Soto 78 – Julio Humberto Mugnaini 65 dokończono pozostałe 45 minut meczu z 11 listopada 2000                                      |
| 6 grudnia 2000    | Independiente – Boca Juniors 3:0 Diego Forlán 7, 90, Francisco Gabriel Guerrero 90+3 rozegranie odwołanego meczu z 11 listopada 2000                                                                       |

### Apertura 15
| Data              | Mecz |
| ----------------- | --- |
| 17 listopada 2000 | Argentinos Juniors – Independiente 0:1 Matías Vuoso 8                                                                       |
| 18 listopada 2000 | Newell’s Old Boys – Vélez Sarsfield 1:1 Sebastián Pablo Cobelli 90+2 – Sergio Fabián Zárate 85                              |
| 19 listopada 2000 | Chacarita Juniors – Los Andes 3:2 Silvio Carrario 30, Carlos Alberto Moreno 47, 90+2k – José Luis Marzo 15, Germán Denis 19 |
| 19 listopada 2000 | Boca Juniors – Talleres Córdoba 2:0 Juan Román Riquelme 45, Marcelo Delgado 72                                              |
| 19 listopada 2000 | Unión Santa Fe – Rosario Central 3:0 Andrés Silvera 24, Daniel Tilger 34, Cristian Ríos 70                                  |
| 19 listopada 2000 | Gimnasia y Esgrima La Plata – CA Colón 1:0 Marcelo Adrián Gómez 75                                                          |
| 19 listopada 2000 | Almagro – Huracán 1:1 Marcelo Leonardo Couceiro 61 – Ezequiel Arnaldo Carranza 66s                                          |
| 19 listopada 2000 | San Lorenzo de Almagro – Estudiantes La Plata 1:1 Guillermo Franco 35 – Alejandro Osorio 52                                 |
| 19 listopada 2000 | Racing Club – River Plate 0:1 Leonardo Gabriel Tambussi 39s                                                                 |
| 20 listopada 2000 | Belgrano Córdoba – Lanús 0:1 Diego Klimowicz 40                                                                             |

### Apertura 16
| Data                | Mecz |
| ------------------- | --- |
| 7 października 2000 | Los Andes – Boca Juniors 0:1 Antonio Daniel Barijho 51                                                                                              |
| 25 listopada 2000   | CA Colón – Newell’s Old Boys 1:1 Adrián Alberto Gorostidi 49 – Julio César Saldaña 81                                                               |
| 25 listopada 2000   | Estudiantes La Plata – Huracán 1:1 Ernesto Farías 54 – Lucho González 52                                                                            |
| 26 listopada 2000   | River Plate – Belgrano Córdoba 4:2 Juan Pablo Ángel 30, 60, Roberto Luis Trotta 53k, Javier Saviola 65 – Luis Fabián Artime 19, Leonardo Torres 90k |
| 26 listopada 2000   | Rosario Central – Gimnasia y Esgrima La Plata 2:0 Miguel Cáceres Báez 47, 65                                                                        |
| 26 listopada 2000   | Independiente – Unión Santa Fe 3:1 Martín Ariel Vitali 6, Diego Forlán 30, Matías Vuoso 57 – Daniel Tilger 32k                                      |
| 26 listopada 2000   | Talleres Córdoba – Argentinos Juniors 3:1 Luis Enrique Rueda 5, 47, Rodrigo Daniel Astudillo 85 – Cristián Gastón Zermattén 40                      |
| 26 listopada 2000   | San Lorenzo de Almagro – Chacarita Juniors 4:0 Leandro Romagnoli 4, Bernardo Romeo 45, 69, 74                                                       |
| 26 listopada 2000   | Vélez Sarsfield – Racing Club 1:1 Federico Hernán Domínguez 73 – Manuel Pablo García 34                                                             |
| 27 listopada 2000   | Lanús – Almagro 1:1 Diego Klimowicz 26 – Marcelo Leonardo Couceiro 7                                                                                |

### Apertura 17
| Data           | Mecz |
| -------------- | --- |
| 1 grudnia 2000 | Racing Club – CA Colón 0:4 Luis Adrián Medero 12, 73, Diego Castagno Suárez 83, Carlos Morales Santos 87                                                                                                   |
| 2 grudnia 2000 | Unión Santa Fe – Talleres Córdoba 3:1 Daniel Tilger 47k, Fernando Ortiz 70, Germán Pablo Castillo 90+3 – Luis Enrique Rueda 3                                                                              |
| 2 grudnia 2000 | Gimnasia y Esgrima La Plata – Independiente 3:2 Facundo Sava 3, Mariano Messera 67, Marcelo Adrián Gómez 81 – Diego Forlán 50, Javier Marcelo Páez 78                                                      |
| 2 grudnia 2000 | Belgrano Córdoba – Vélez Sarsfield 0:3 Víctor Javier Müller 31, 43, Jairo Castillo 60 |
| 3 grudnia 2000 | Chacarita Juniors – Estudiantes La Plata 0:3 Luciano Galletti 35, 75, 90 |
| 3 grudnia 2000 | Newell’s Old Boys – Rosario Central 0:0 |
| 3 grudnia 2000 | Almagro – River Plate 4:5 Julio Maximiliano Bevacqua 15, 39, Marcelo Leonardo Couceiro 30, Gerardo Damián Rivero 54 – Juan Pablo Ángel 26, 42, Pablo Aimar 35, Eduardo Germán Coudet 44, Javier Saviola 46 |
| 3 grudnia 2000 | Huracán – Lanús 0:0 |
| 3 grudnia 2000 | Boca Juniors – San Lorenzo de Almagro 1:0 Martín Palermo 84 |
| 4 grudnia 2000 | Argentinos Juniors – Los Andes 5:2 Carlos Alberto Yaqué 31, Federico Insúa 59, 90+1, Matías Alberto Monzón 71, Rolando Schiavi 77k – Germán Denis 70, José Luis Marzo 85                                   |

### Apertura 18
| Data            | Mecz |
| --------------- | --- |
| 8 grudnia 2000  | Vélez Sarsfield – Almagro 2:3 Eduardo Rodrigo Domínguez 32k, Jairo Castillo 45 – Francisco Diego Maciel 26, Julio Maximiliano Bevacqua 61, Cristian Darío Aragón 79 |
| 9 grudnia 2000  | Talleres Córdoba – Gimnasia y Esgrima La Plata 2:0 Mario Eduardo Cuenca 14k, Luis Enrique Rueda 69                                                                  |
| 9 grudnia 2000  | Rosario Central – Racing Club 1:0 Gustavo Alejandro Arriola 79 |
| 10 grudnia 2000 | Chacarita Juniors – Boca Juniors 2:1 Silvio Carrario 46, Carlos Alberto Moreno 59 – Jorge Bermúdez 62                                                               |
| 10 grudnia 2000 | Estudiantes La Plata – Lanús 0:0 |
| 10 grudnia 2000 | Independiente – Newell’s Old Boys 2:2 Juan Eluchans 14, Diego Forlán 30 – Sebastián Pablo Cobelli 43, Lucas Bernardi 87                                             |
| 10 grudnia 2000 | Los Andes – Unión Santa Fe 3:4 José Luis Marzo 46, 54, 58 – Andrés Silvera 64, 84, Daniel Tilger 71, Martín Darío Zapata 90+2                                       |
| 10 grudnia 2000 | San Lorenzo de Almagro – Argentinos Juniors 2:1 Guillermo Franco 21, Bernardo Romeo 45 – Carlos Alberto Yaqué 51                                                    |
| 10 grudnia 2000 | River Plate – Huracán 1:1 Javier Saviola 16 – Derlis Francisco Soto 57                                                                                              |
| 11 grudnia 2000 | CA Colón – Belgrano Córdoba 1:2 Javier Delgado 78 – Julio Humberto Mugnaini 68, Leonardo Torres 84k                                                                 |

### Apertura 19
| Data            | Mecz |
| --------------- | --- |
| 15 grudnia 2000 | Unión Santa Fe – San Lorenzo de Almagro 0:0 |
| 16 grudnia 2000 | Racing Club – Independiente 0:2 Esteban Cambiasso 28, Matías Vuoso 48 mecz przerwany w 81 minucie w wyniku incydentów wynik pozostawiono                        |
| 16 grudnia 2000 | Belgrano Córdoba – Rosario Central 1:4 Julio Humberto Mugnaini 86 – Rafael Nazareno Maceratesi 30, Ezequiel González 45, Federico Arias 62, Diego José Erroz 76 |
| 16 grudnia 2000 | Huracán – Vélez Sarsfield 2:2 Gabriel Alfredo Lobos 40, Cristián Chaparro 70 – Sebastián Darío Morquio 6s, Máyer Andrés Candelo 43k                             |
| 17 grudnia 2000 | Argentinos Juniors – Chacarita Juniors 0:2 Carlos Alberto Moreno 75, Silvio Carrario 90                                                                         |
| 17 grudnia 2000 | Lanús – River Plate 3:2 Ariel Maximiliano López 14k, 54k, Claudio Romualdo Sarría 70 – Juan Pablo Ángel 8, Hernán Díaz 87                                       |
| 17 grudnia 2000 | Boca Juniors – Estudiantes La Plata 1:0 Matías Sebastián Arce 64                                                                                                |
| 17 grudnia 2000 | Gimnasia y Esgrima La Plata – Los Andes 2:0 Marcelo Adrián Gómez 15, Martín Albano Pautasso 85                                                                  |
| 17 grudnia 2000 | Newell’s Old Boys – Talleres Córdoba 1:0 Diego Jesús Quintana 59                                                                                                |
| 18 grudnia 2000 | Almagro – CA Colón 2:1 Rodrigo Stalteri 42, Gerardo Damián Rivero 70 – Claudio Fernando Graf 17                                                                 |

### Tabela końcowa Apertura 2000/01
| Poz | Klub                        | Mecze | Zw | Rem | Por | Pkt | BrZd | BrStr |
| --- | --------------------------- | ----- | -- | --- | --- | --- | ---- | ----- |
| 1   | Boca Juniors                | 19    | 12 | 5   | 2   | 41  | 35   | 19    |
| 2   | River Plate                 | 19    | 10 | 7   | 2   | 37  | 41   | 24    |
| 3   | Gimnasia y Esgrima La Plata | 19    | 11 | 4   | 4   | 37  | 36   | 29    |
| 4   | Talleres Córdoba            | 19    | 11 | 3   | 5   | 36  | 31   | 21    |
| 5   | San Lorenzo de Almagro      | 19    | 10 | 4   | 5   | 34  | 33   | 18    |
| 6   | CA Vélez Sarsfield          | 19    | 7  | 8   | 4   | 29  | 26   | 20    |
| 7   | Estudiantes La Plata        | 19    | 7  | 8   | 4   | 29  | 22   | 17    |
| 8   | CA Huracán                  | 19    | 6  | 9   | 4   | 27  | 26   | 21    |
| 9   | Chacarita Juniors           | 19    | 8  | 3   | 8   | 27  | 19   | 24    |
| 10  | CA Colón                    | 19    | 7  | 5   | 7   | 26  | 29   | 23    |
| 11  | Unión Santa Fe              | 19    | 6  | 8   | 5   | 26  | 23   | 21    |
| 12  | Rosario Central             | 19    | 6  | 6   | 7   | 24  | 28   | 31    |
| 13  | Newell’s Old Boys           | 19    | 5  | 9   | 5   | 24  | 18   | 23    |
| 14  | Independiente               | 19    | 6  | 5   | 8   | 23  | 24   | 23    |
| 15  | Club Atlético Lanús         | 19    | 5  | 6   | 8   | 21  | 24   | 26    |
| 16  | Belgrano Córdoba            | 19    | 3  | 8   | 8   | 17  | 22   | 31    |
| 17  | Argentinos Juniors          | 19    | 2  | 8   | 9   | 14  | 18   | 28    |
| 18  | Almagro Buenos Aires        | 19    | 2  | 7   | 10  | 13  | 18   | 31    |
| 19  | Los Andes Buenos Aires      | 19    | 3  | 3   | 13  | 12  | 21   | 46    |
| 20  | Racing Club de Avellaneda   | 19    | 1  | 8   | 10  | 11  | 12   | 30    |

### Klasyfikacja strzelców bramek
| Gole | Piłkarz               | Klub                        |
| ---- | --------------------- | --------------------------- |
| 13   | Juan Pablo Ángel      | River Plate                 |
| 11   | Martín Palermo        | Boca Juniors                |
| 11   | Bernardo Romeo        | San Lorenzo de Almagro      |
| 11   | Luis Enrique Rueda    | Talleres Córdoba            |
| 10   | Ernesto Farías        | Estudiantes La Plata        |
| 10   | Ariel Gustavo Pereyra | Gimnasia y Esgrima La Plata |
| 10   | Facundo Sava          | Gimnasia y Esgrima La Plata |
| 10   | Daniel Tilger         | Unión Santa Fe              |

### Tablica spadkowa na koniec turnieju Apertura 2000/01
Tabela ma jedynie charakter orientacyjny. Dopiero stan tej tabeli na koniec turnieju Clausura zadecyduje, które z zespołów spadną do drugiej ligi, a które zagrają o utrzymanie się w lidze w barażach. Można z tej tabeli odczytać, które z drużyn przed turniejem Clausura były szczególnie zagrożone spadkiem.
| Poz | Klub                        | 1998/99 pkt/m | 1999/00 pkt/m | 2000/01 pkt/m | Razem pkt/mecze | Średnia |
| --- | --------------------------- | ------------- | ------------- | ------------- | --------------- | ------- |
| 1   | Boca Juniors                | 89/38         | 74/38         | 41/19         | 204/95          | 2.1474  |
| 2   | River Plate                 | 58/38         | 86/38         | 37/19         | 181/95          | 1.9053  |
| 3   | San Lorenzo de Almagro      | 61/38         | 69/38         | 34/19         | 164/95          | 1.7263  |
| 4   | Gimnasia y Esgrima La Plata | 62/38         | 49/38         | 37/19         | 148/95          | 1.5579  |
| 5   | Rosario Central             | 57/38         | 66/38         | 24/19         | 147/95          | 1.5474  |
| 6   | Talleres Córdoba            | 44/38         | 58/38         | 36/19         | 138/95          | 1.4526  |
| 7   | CA Vélez Sarsfield          | 46/38         | 61/38         | 29/19         | 136/95          | 1.4316  |
| 8   | CA Huracán                  | 0/0           | 0/0           | 27/19         | 27/19           | 1.4211  |
| 9   | Independiente               | 51/38         | 61/38         | 23/19         | 135/95          | 1.4211  |
| 10  | Newell’s Old Boys           | 52/38         | 55/38         | 24/19         | 131/85          | 1.3789  |
| 11  | CA Colón                    | 49/38         | 55/38         | 26/19         | 130/95          | 1.3684  |
| 12  | Unión Santa Fe              | 54/38         | 50/38         | 26/19         | 130/95          | 1.3684  |
| 13  | Chacarita Juniors           | 0/0           | 45/38         | 27/19         | 72/57           | 1.2632  |
| 14  | Club Atlético Lanús         | 50/38         | 48/38         | 21/19         | 119/95          | 1.2526  |
| 15  | Estudiantes La Plata        | 45/38         | 39/38         | 29/19         | 113/95          | 1.1895  |
| 16  | Racing Club de Avellaneda   | 55/38         | 45/38         | 11/19         | 111/95          | 1.1684  |
| 17  | Argentinos Juniors          | 49/38         | 39/38         | 14/19         | 102/95          | 1.0737  |
| 18  | Belgrano Córdoba            | 44/38         | 39/38         | 17/19         | 100/95          | 1.0526  |
| 19  | Almagro Buenos Aires        | 0/0           | 0/0           | 13/19         | 13/19           | 0.6842  |
| 20  | Los Andes Buenos Aires      | 0/0           | 0/0           | 12/19         | 12/19           | 0.6316  |

## Torneo Clausura 2000/01

### Clausura 1
| Data           | Mecz |
| -------------- | --- |
| 9 lutego 2001  | Racing Club – Talleres Córdoba 0:1 Daniel Alberto Albornos 80 |
| 10 lutego 2001 | Huracán – CA Colón 1:3 Iván César Gabrich 36 – Javier Delgado 54, Claudio Fernando Graf 59, Darío Alberto Gigena 89                                                              |
| 10 lutego 2001 | Unión Santa Fe – Chacarita Juniors 3:0 Martín Mazzoni 21, Matías Donnet 30, 43                                                                                                   |
| 10 lutego 2001 | Belgrano Córdoba – Independiente 0:0 |
| 10 lutego 2001 | Lanús – Vélez Sarsfield 0:0 |
| 11 lutego 2001 | River Plate – Estudiantes La Plata 6:2 Celso Ayala 21, Martín Cardetti 47, 67, 90, Eduardo Germán Coudet 65, Javier Saviola 71 – Pablo Javier Quatrocchi 22, Alejandro Osorio 51 |
| 11 lutego 2001 | Argentinos Juniors – Boca Juniors 2:2 Nicolás Rubén Medina 62, Eduardo Hurtado 84 – Antonio Daniel Barijho 25, Omar Sebastián Pérez 88                                           |
| 11 lutego 2001 | Newell’s Old Boys – Los Andes 2:1 Maxi Rodríguez 49, Julio César Saldaña 53 – José Luis Marzo 86                                                                                 |
| 11 lutego 2001 | Almagro – Rosario Central 1:3 Gerardo Damián Rivero 56 – Ezequiel González 17, Líber Vespa 24, Fernando Javier Pierucci 77                                                       |
| 11 lutego 2001 | Gimnasia y Esgrima La Plata – San Lorenzo de Almagro 2:2 Ariel Gustavo Pereyra 66, Guillermo Sanguinetti 85 – Leandro Romagnoli 45, Bernardo Romeo 54                            |

### Clausura 2
| Data           | Mecz |
| -------------- | --- |
| 13 lutego 2001 | Independiente – Almagro 2:1 Esteban Cambiasso 37, Javier Marcelo Páez 90+1 – Gerardo Damián Rivero 48                                                                     |
| 13 lutego 2001 | CA Colón – Lanús 2:1 Esteban Andrés Valencia 3, Darío Alberto Gigena 90+3k – Diego Klimowicz 60k                                                                          |
| 13 lutego 2001 | Boca Juniors – Unión Santa Fe 1:3 Juan Román Riquelme 70 – Andrés Silvera 39, 67, Matías Donnet 82                                                                        |
| 14 lutego 2001 | Talleres Córdoba – Belgrano Córdoba 0:1 Julio César López 63 |
| 14 lutego 2001 | Estudiantes La Plata – Argentinos Juniors 1:2 Mauricio Hugo Piersimone 65 – Eduardo Hurtado 9, Eduardo Bennett 74                                                         |
| 14 lutego 2001 | Rosario Central – Huracán 4:2 Iván Moreno y Fabianesi 13, 67, Juan Antonio Pizzi 80, Ezequiel González 90+3 – Gabriel Alejandro Loeschbor 31s, Daniel Alejandro Juárez 88 |
| 14 lutego 2001 | Chacarita Juniors – Gimnasia y Esgrima La Plata 0:1 Ariel Gustavo Pereyra 11                                                                                              |
| 14 lutego 2001 | Los Andes – Racing Club 2:2 Felipe Mario Desagastizábal 45, Fabio Ariel Pieters 69 – Luis Enrique Rueda 50, Carlos Maximiliano Estévez 74                                 |
| 14 lutego 2001 | San Lorenzo de Almagro – Newell’s Old Boys 2:1 Bernardo Romeo 31, Lucas Andrés Pusineri 66 – Sebastián Pablo Cobelli 45                                                   |
| 14 lutego 2001 | Vélez Sarsfield – River Plate 0:2 Martín Cardetti 6, Eduardo Germán Coudet 74                                                                                             |

### Clausura 3
| Data           | Mecz |
| -------------- | --- |
| 16 lutego 2001 | Vélez Sarsfield – Estudiantes La Plata 1:1 Jairo Castillo 50 – Ernesto Farías 39                                                                |
| 17 lutego 2001 | River Plate – CA Colón 3:0 Martín Cardetti 6, Ariel Ortega 50k, 55                                                                              |
| 18 lutego 2001 | Gimnasia y Esgrima La Plata – Boca Juniors 0:1 Antonio Daniel Barijho 78                                                                        |
| 18 lutego 2001 | Unión Santa Fe – Argentinos Juniors 3:0 Germán Pablo Castillo 28, Daniel Tilger 33, Andrés Silvera 73                                           |
| 18 lutego 2001 | Belgrano Córdoba – Los Andes 0:0 |
| 18 lutego 2001 | Lanús – Rosario Central 4:1 Diego Klimowicz 31k, Ariel Maximiliano López 64, Julián Kmet 68, Cristian Osvaldo Álvarez 75 – Ezequiel González 70 |
| 18 lutego 2001 | Newell’s Old Boys – Chacarita Juniors 1:2 Fernando Crosa 7 – Hugo Brizuela 45, 85                                                               |
| 18 lutego 2001 | Huracán – Independiente 2:1 Sergio Berti 5, Ramón Pedro Ortiz 88 – Diego Forlán 41                                                              |
| 18 lutego 2001 | Racing Club – San Lorenzo de Almagro 2:0 Carlos Maximiliano Estévez 36, 81                                                                      |
| 19 lutego 2001 | Almagro – Talleres Córdoba 2:2 Julio Maximiliano Bevacqua 3, Diego Sebastián Villalba 77 – Diego Héctor Garay 26, Hernán Leonel Buján 48        |

### Clausura 4
| Data           | Mecz |
| -------------- | --- |
| 23 lutego 2001 | San Lorenzo de Almagro – Belgrano Córdoba 2:0 Bernardo Romeo 39, Leonardo Rodríguez 58                                                                              |
| 24 lutego 2001 | Talleres Córdoba – Huracán 4:2 José Alfredo Zelaya 33, Martín Rubén Ríos 38s, Óscar Darío Alaniz 55, Marcelo Sarmiento 87 – Sergio Berti 39, Diego Carlos Graieb 82 |
| 25 lutego 2001 | Rosario Central – River Plate 1:1 Juan Antonio Pizzi 3 – Ariel Ortega 73                                                                                            |
| 25 lutego 2001 | Argentinos Juniors – Gimnasia y Esgrima La Plata 2:1 Eduardo Hurtado 16, Diego Daniel Bustos 51 – Facundo Sava 26                                                   |
| 25 lutego 2001 | Chacarita Juniors – Racing Club 2:2 Hugo Brizuela 23, 67 – Adrián Jesús Bastía 27, Diego Milito 81                                                                  |
| 25 lutego 2001 | Independiente – Lanús 2:1 Leonel Ríos 32, Matías Vuoso 76 – Diego Klimowicz 41                                                                                      |
| 25 lutego 2001 | Los Andes – Almagro 1:1 Germán Denis 21 – Francisco Diego Maciel 41                                                                                                 |
| 25 lutego 2001 | CA Colón – Vélez Sarsfield 2:0 Claudio Darío Biaggio 73, 81 |
| 25 lutego 2001 | Boca Juniors – Newell’s Old Boys 2:2 Nicolás Burdisso 55, Walter Gaitán 90+2 – Maxi Rodríguez 50, Sebastián Cejas 75k                                               |
| 26 lutego 2001 | Estudiantes La Plata – Unión Santa Fe 2:1 Mauricio Hugo Piersimone 54, 60 – Matías Donnet 33                                                                        |

### Clausura 5
| Data         | Mecz |
| ------------ | --- |
| 2 marca 2001 | Vélez Sarsfield – Rosario Central 1:1 Federico Hernán Domínguez 49 – Matías Emanuel Lequi 20                                                                             |
| 3 marca 2001 | Gimnasia y Esgrima La Plata – Unión Santa Fe 4:2 Facundo Sava 1, 44, Darío Germán Cavallo 27, Claudio Enría 85 – Daniel Tilger 8, 76                                     |
| 4 marca 2001 | Racing Club – Boca Juniors 2:1 José Chatruc 45k, Luis Enrique Rueda 79 – Nicolás Burdisso 7                                                                              |
| 4 marca 2001 | CA Colón – Estudiantes La Plata 1:1 Darío Alberto Gigena 55 – Pablo Javier Quatrocchi 12                                                                                 |
| 4 marca 2001 | Belgrano Córdoba – Chacarita Juniors 1:2 Raúl Horacio Maldonado 68 – Carlos Alberto Moreno 41, Hugo Brizuela 71                                                          |
| 4 marca 2001 | Lanús – Talleres Córdoba 2:1 Claudio Romualdo Sarría 18, Ariel Maximiliano López 45 – Rodrigo Daniel Astudillo 14                                                        |
| 4 marca 2001 | Huracán – Los Andes 2:0 walkower Fernando Daniel Moner 8, Iván César Gabrich 70 – Fabio Ariel Pieters 43 mecz przerwany w 76 minucie z powodu incydentów przy stanie 2:1 |
| 4 marca 2001 | Almagro – San Lorenzo de Almagro 0:1 Bernardo Romeo 28 |
| 4 marca 2001 | River Plate – Independiente 3:1 Javier Saviola 20, 27, Martín Cardetti 47 – Diego Forlán 2                                                                               |
| 5 marca 2001 | Newell’s Old Boys – Argentinos Juniors 2:1 Sergio Almirón 17, Diego Jesús Quintana 53 – Diego Daniel Bustos 90+3                                                         |

### Clausura 6
| Data          | Mecz |
| ------------- | --- |
| 9 marca 2001  | Argentinos Juniors – Racing Club 2:0 Federico Insúa 27, 59                                                                                  |
| 10 marca 2001 | Talleres Córdoba – River Plate 3:1 Pablo Alberto Cuba 34, 60, Rodrigo Daniel Astudillo 78 – Eduardo Germán Coudet 18                        |
| 10 marca 2001 | Unión Santa Fe – Newell’s Old Boys 3:2 Matías Donnet 45, Germán Pablo Castillo 78k, Daniel Tilger 83 – Fernando Crosa 22, Maxi Rodríguez 28 |
| 11 marca 2001 | San Lorenzo de Almagro – Huracán 1:1 Raúl Enrique Estévez 44 – Sergio Berti 60                                                              |
| 11 marca 2001 | Boca Juniors – Belgrano Córdoba 1:1 Omar Sebastián Pérez 80 – Raúl Horacio Maldonado 59                                                     |
| 11 marca 2001 | Estudiantes La Plata – Gimnasia y Esgrima La Plata 2:1 Luciano Galletti 34, Ernesto Farías 80 – Ariel Gustavo Pereyra 83k                   |
| 11 marca 2001 | Los Andes – Lanús 2:1 Felipe Mario Desagastizábal 68, Juan Pablo Rochi 90+2 – Ariel Maximiliano López 5                                     |
| 11 marca 2001 | Chacarita Juniors – Almagro 0:2 Rodrigo Stalteri 52, 90+2                                                                                   |
| 11 marca 2001 | Independiente – Vélez Sarsfield 0:1 Federico Hernán Domínguez 23k                                                                           |
| 12 marca 2001 | Rosario Central – CA Colón 0:0 |

### Clausura 7
| Data          | Mecz |
| ------------- | --- |
| 16 marca 2001 | Lanús – San Lorenzo de Almagro 4:5 Denis Caniza 46, Santiago Hoyos 52, Silvio Augusto González 66, 69 – Leandro Romagnoli 18, Bernardo Romeo 50, 56, Raúl Enrique Estévez 84, Horacio Andrés Ameli 90 |
| 17 marca 2001 | Almagro – Boca Juniors 1:0 Julio Maximiliano Bevacqua 79 |
| 17 marca 2001 | Estudiantes La Plata – Rosario Central 3:0 Ernesto Farías 13, Luciano Galletti 67, Ariel Zapata 75 |
| 17 marca 2001 | Newell’s Old Boys – Gimnasia y Esgrima La Plata 0:0 |
| 18 marca 2001 | Huracán – Chacarita Juniors 0:0 |
| 18 marca 2001 | Racing Club – Unión Santa Fe 0:0 |
| 18 marca 2001 | Vélez Sarsfield – Talleres Córdoba 2:0 Patricio Alejandro Camps 17, Federico Hernán Domínguez 87k |
| 18 marca 2001 | River Plate – Los Andes 2:0 Martín Cardetti 51k, Guillermo Pereyra 58 |
| 19 marca 2001 | CA Colón – Independiente 1:0 Claudio Fernando Graf 25 |
| 19 marca 2001 | Belgrano Córdoba – Argentinos Juniors 0:2 Eduardo Hurtado 77, Federico Insúa 90+2 |

### Clausura 8
| Data          | Mecz |
| ------------- | --- |
| 23 marca 2001 | Gimnasia y Esgrima La Plata – Racing Club 0:1 Osvaldo Francisco Canobbio 79                                                                                |
| 25 marca 2001 | Argentinos Juniors – Almagro 1:1 Rolando Schiavi 85k – Francisco Diego Maciel 73                                                                           |
| 25 marca 2001 | Independiente – Rosario Central 0:0 |
| 25 marca 2001 | Newell’s Old Boys – Estudiantes La Plata 1:0 Mauro Rosales 73                                                                                              |
| 25 marca 2001 | Boca Juniors – Huracán 1:0 Juan Román Riquelme 68k |
| 25 marca 2001 | Los Andes – Vélez Sarsfield 4:2 Víctor Manuel López 14, Ezequiel Maggiolo 21, 79, Carlos Javier Netto 88 – Cristian Bardaro 8, Patricio Alejandro Camps 26 |
| 25 marca 2001 | Chacarita Juniors – Lanús 1:0 Carlos Alberto Moreno 90k |
| 25 marca 2001 | Unión Santa Fe – Belgrano Córdoba 1:2 Germán Pablo Castillo 7 – Julio Humberto Mugnaini 44, Ariel Alberto Giaccone 62                                      |
| 25 marca 2001 | San Lorenzo de Almagro – River Plate 1:3 Bernardo Romeo 28 – Martín Cardetti 12k, 16, Javier Saviola 32                                                    |
| 25 marca 2001 | Talleres Córdoba – CA Colón 3:0 Pablo Alberto Cuba 16, Rodrigo Daniel Astudillo 39, Mariano Fabián Monrroy 86                                              |

### Clausura 9
| Data            | Mecz |
| --------------- | --- |
| 30 marca 2001   | Racing Club – Newell’s Old Boys 2:0 Diego Adrián Loscri 54, Osvaldo Francisco Canobbio 90+2                 |
| 31 marca 2001   | Estudiantes La Plata – Independiente 0:2 Diego Forlán 23, 33                                                |
| 31 marca 2001   | Rosario Central – Talleres Córdoba 0:1 Rodrigo Daniel Astudillo 10                                          |
| 1 kwietnia 2001 | Lanús – Boca Juniors 1:2 Diego Klimowicz 34 – Antonio Daniel Barijho 31, Jorge Bermúdez 36                  |
| 1 kwietnia 2001 | River Plate – Chacarita Juniors 1:0 Javier Saviola 78                                                       |
| 1 kwietnia 2001 | Huracán – Argentinos Juniors 2:1 Iván César Gabrich 62, Juan Carlos Padra 74 – Cristián Gastón Zermattén 78 |
| 1 kwietnia 2001 | Almagro – Unión Santa Fe 0:0                                                                                |
| 1 kwietnia 2001 | Belgrano Córdoba – Gimnasia y Esgrima La Plata 0:0                                                          |
| 1 kwietnia 2001 | Vélez Sarsfield – San Lorenzo de Almagro 0:2 Bernardo Romeo 57, Guillermo Daniel Rivarola 88k               |
| 2 kwietnia 2001 | CA Colón – Los Andes 1:1 Claudio Fernando Graf 80 – Víctor Manuel López 23                                  |

### Clausura 10
| Data            | Mecz |
| --------------- | --- |
| 6 kwietnia 2001 | Talleres Córdoba – Independiente 1:0 José Alfredo Zelaya 81                                                                                      |
| 7 kwietnia 2001 | Unión Santa Fe – Huracán 0:3 Lucho González 18, Gerardo Ariel Morales 33, Juan Carlos Padra 38                                                   |
| 7 kwietnia 2001 | San Lorenzo de Almagro – CA Colón 3:1 Fabricio Coloccini 17, Leonardo Rodríguez 47k, Jorge Roberto Quinteros 78 – Claudio Fernando Graf 39       |
| 7 kwietnia 2001 | Argentinos Juniors – Lanús 1:1 Eduardo Bennett 27 – Diego Klimowicz 62                                                                           |
| 7 kwietnia 2001 | Newell’s Old Boys – Belgrano Córdoba 4:1 Nicolás Pavlovich 14, Maxi Rodríguez 47, Fernando Crosa 57, Germán Real 68 – Julio Humberto Mugnaini 71 |
| 7 kwietnia 2001 | Gimnasia y Esgrima La Plata – Almagro 1:1 Diego Scotti 55 – Julio Maximiliano Bevacqua 26                                                        |
| 8 kwietnia 2001 | Chacarita Juniors – Vélez Sarsfield 2:1 Patricio David Arce 20, Mariano Mignini 81 – Víctor Javier Müller 48                                     |
| 8 kwietnia 2001 | Los Andes – Rosario Central 1:4 Mauricio Pedro Levato 75 – Ezequiel González 34, Juan Antonio Pizzi 60, 67, Iván Moreno y Fabianesi 77           |
| 8 kwietnia 2001 | Racing Club – Estudiantes La Plata 0:0 |
| 8 kwietnia 2001 | Boca Juniors – River Plate 3:0 Hugo Ibarra 67, Juan Román Riquelme 71, Guillermo Barros Schelotto 82k                                            |

### Clausura 11
| Data             | Mecz |
| ---------------- | --- |
| 10 kwietnia 2001 | Almagro – Newell’s Old Boys 2:0 Julio Maximiliano Bevacqua 36, Horacio Daniel Zaccardo 88                                                                                                 |
| 10 kwietnia 2001 | Huracán – Gimnasia y Esgrima La Plata 3:1 Juan Carlos Padra 22, 65, Lucho González 77 – Gustavo Enrique Dueña 23                                                                          |
| 11 kwietnia 2001 | Rosario Central – San Lorenzo de Almagro 0:3 Horacio Andrés Ameli 35, Leonardo Rodríguez 60k, Bernardo Romeo 90+1                                                                         |
| 11 kwietnia 2001 | River Plate – Argentinos Juniors 3:2 Fernando Cavenaghi 27, Eduardo Germán Coudet 49, Javier Saviola 78 – Diego Daniel Bustos 38, Fernando Zagharián 86                                   |
| 11 kwietnia 2001 | CA Colón – Chacarita Juniors 0:1 Carlos Alberto Moreno 85 |
| 11 kwietnia 2001 | Vélez Sarsfield – Boca Juniors 5:2 Jairo Castillo 7, Federico Hernán Domínguez 20k, Eduardo Rodrigo Domínguez 57, 80, Patricio Alejandro Camps 90+2k – Guillermo Barros Schelotto 53k, 65 |
| 11 kwietnia 2001 | Lanús – Unión Santa Fe 3:2 Santiago Hoyos 4k, Silvio Augusto González 44, Carlos Sebastián Coria 46 – Julio Martín Valli 13, Martín Mazzoni 30                                            |
| 11 kwietnia 2001 | Belgrano Córdoba – Racing Club 0:1 Adrián Jesús Bastía 13 |
| 11 kwietnia 2001 | Estudiantes La Plata – Talleres Córdoba 1:0 Leandro Guido Testa 16 |
| 11 kwietnia 2001 | Independiente – Los Andes 4:0 Esteban Cambiasso 23, Matías Vuoso 32, Diego Forlán 48, 57                                                                                                  |

### Clausura 12
| Data             | Mecz |
| ---------------- | --- |
| 13 kwietnia 2001 | Newell’s Old Boys – Huracán 3:0 Fabricio Fuentes 5, Nicolás Pavlovich 52, 70 |
| 14 kwietnia 2001 | Racing Club – Almagro 0:4 Julio Maximiliano Bevacqua 3, Pablo Contreras 47s, Luciano Ariel Castillo 60s, Jerónimo Vidal 79                                                         |
| 14 kwietnia 2001 | Unión Santa Fe – River Plate 2:3 Andrés Silvera 48, Andrés San Martín 49 – Víctor Eduardo Zapata 21, Celso Ayala 30, Eduardo Germán Coudet 88                                      |
| 15 kwietnia 2001 | Argentinos Juniors – Vélez Sarsfield 0:0 |
| 15 kwietnia 2001 | Belgrano Córdoba – Estudiantes La Plata 1:1 Juan Ramón Fernández 16s – Juan Manuel Azconzábal 11                                                                                   |
| 15 kwietnia 2001 | Gimnasia y Esgrima La Plata – Lanús 1:3 Facundo Sava 60 – Diego Klimowicz 43k, 87, Claudio Romualdo Sarría 55                                                                      |
| 15 kwietnia 2001 | Chacarita Juniors – Rosario Central 3:2 Miguel Ángel Sebastián Romero 66, Hugo Brizuela 90, Carlos Alberto Moreno 90+7k – Daniel Eduardo Quinteros 72, Fernando Javier Pierucci 81 |
| 15 kwietnia 2001 | Boca Juniors – CA Colón 3:1 Jorge Bermúdez 44, Esteban José Herrera 65, Juan Román Riquelme 86 – Darío Alberto Gigena 81k                                                          |
| 15 kwietnia 2001 | San Lorenzo de Almagro – Independiente 3:2 Leandro Romagnoli 25, Cristian Rodrigo Zurita 41, Bernardo Romeo 90 – Diego Forlán 12, Livio Armando Prieto 45                          |
| 16 kwietnia 2001 | Los Andes – Talleres Córdoba 4:1 Ezequiel Maggiolo 66, 90+2, Juan Luciano Pajuelo 75, Sebastián Néstor Domínguez 82 – Pablo Alberto Cuba 10                                        |

### Clausura 13
| Data             | Mecz |
| ---------------- | --- |
| 20 kwietnia 2001 | Independiente – Chacarita Juniors 0:0 |
| 21 kwietnia 2001 | Estudiantes La Plata – Los Andes 0:0 |
| 21 kwietnia 2001 | Vélez Sarsfield – Unión Santa Fe 3:1 Darío Fernando Husaín 3, Jairo Castillo 27, Patricio Alejandro Camps 90 – Germán Pablo Castillo 55                                 |
| 21 kwietnia 2001 | CA Colón – Argentinos Juniors 0:1 Diego Daniel Bustos 37 |
| 21 kwietnia 2001 | Huracán – Racing Club 1:1 Derlis Francisco Soto 76 – Osvaldo Francisco Canobbio 32                                                                                      |
| 22 kwietnia 2001 | Almagro – Belgrano Córdoba 4:0 Francisco Diego Maciel 50, Marcelo Leonardo Couceiro 77, Julio Maximiliano Bevacqua 86, 90+3                                             |
| 22 kwietnia 2001 | Lanús – Newell’s Old Boys 1:3 Fernando Crosa 19s – Valentín Hilario Filippini 5, Damián Manso 30, Mauro Rosales 71                                                      |
| 22 kwietnia 2001 | Rosario Central – Boca Juniors 1:2 David Charles Pérez 63 – Juan Román Riquelme 40, Marcelo Delgado 87                                                                  |
| 22 kwietnia 2001 | Talleres Córdoba – San Lorenzo de Almagro 0:3 Bernardo Romeo 34, 48, Juan José Serrizuela 60                                                                            |
| 22 kwietnia 2001 | River Plate – Gimnasia y Esgrima La Plata 3:3 Eduardo Germán Coudet 35, Javier Saviola 43, Hernán Díaz 82 – Ariel Gustavo Pereyra 7k, Jorge Héctor San Esteban 65, 90+1 |

### Clausura 14
| Data             | Mecz |
| ---------------- | --- |
| 27 kwietnia 2001 | Racing Club – Lanús 1:1 Osvaldo Francisco Canobbio 74 – Claudio Romualdo Sarría 25                                                        |
| 28 kwietnia 2001 | Unión Santa Fe – CA Colón 1:1 Andrés Silvera 17k – Claudio Fernando Graf 60                                                               |
| 28 kwietnia 2001 | Gimnasia y Esgrima La Plata – Vélez Sarsfield 2:2 Mariano Messera 39, Leandro Cufré 65 – Federico Hernán Domínguez 12, 17k                |
| 29 kwietnia 2001 | Almagro – Estudiantes La Plata 0:4 Luciano Galletti 22, Ernesto Farías 38, 42k, 87                                                        |
| 29 kwietnia 2001 | Argentinos Juniors – Rosario Central 4:0 Diego Daniel Bustos 12, Carlos Alberto Yaqué 44, Eduardo Hurtado 70, 73                          |
| 29 kwietnia 2001 | Belgrano Córdoba – Huracán 1:2 Esteban Nicolás González 6 – Sebastián Darío Morquio 45, Sergio Berti 73                                   |
| 29 kwietnia 2001 | San Lorenzo de Almagro – Los Andes 1:0 Fabricio Coloccini 83                                                                              |
| 29 kwietnia 2001 | Newell’s Old Boys – River Plate 2:3 Nicolás Pavlovich 23k, Raúl Hernán Damiani 26 – Javier Saviola 38, Mario Yepes 42, Martín Cardetti 44 |
| 29 kwietnia 2001 | Boca Juniors – Independiente 2:1 Guillermo Barros Schelotto 83, 89k – Diego Forlán 8                                                      |
| 30 kwietnia 2001 | Chacarita Juniors – Talleres Córdoba 1:1 Silvio Carrario 36 – Federico Antonio Astudillo 71                                               |

### Clausura 15
| Data         | Mecz |
| ------------ | --- |
| 11 maja 2001 | Independiente – Argentinos Juniors 0:2 Eduardo Hurtado 49, Federico Insúa 90+3                                                                                           |
| 12 maja 2001 | Huracán – Almagro 2:0 Derlis Francisco Soto 53, Juan Carlos Padra 58 |
| 13 maja 2001 | Talleres Córdoba – Boca Juniors 0:0 |
| 13 maja 2001 | Estudiantes La Plata – San Lorenzo de Almagro 0:5 Eduardo Nicolás Tuzzio 15, Fabricio Coloccini 19, Raúl Enrique Estévez 59, Leandro Romagnoli 66, Mario Santana 74      |
| 13 maja 2001 | Lanús – Belgrano Córdoba 1:0 Luis Francisco Zubeldía 12 |
| 13 maja 2001 | CA Colón – Gimnasia y Esgrima La Plata 1:0 Diego Castagno Suárez 48 |
| 13 maja 2001 | Los Andes – Chacarita Juniors 1:0 Ezequiel Maggiolo 61 |
| 13 maja 2001 | Vélez Sarsfield – Newell’s Old Boys 2:0 Patricio Alejandro Camps 1, Darío Fernando Husaín 26                                                                             |
| 13 maja 2001 | Rosario Central – Unión Santa Fe 3:3 Pablo Andrés Sánchez 21, Iván Moreno y Fabianesi 35, Federico Arias 64 – Julio Martín Valli 18, Matías Donnet 82, Andrés Silvera 90 |
| 13 maja 2001 | River Plate – Racing Club 3:0 Martín Cardetti 31, Eduardo Germán Coudet 49, Ariel Ortega 67                                                                              |

### Clausura 16
| Data         | Mecz |
| ------------ | --- |
| 19 maja 2001 | Unión Santa Fe – Independiente 2:2 Andrés Silvera 48, 75 – Diego Forlán 38, Matías Vuoso 49                           |
| 20 maja 2001 | Almagro – Lanús 2:1 Roberto Emanuel Demus 61, 70 – Cristian Osvaldo Álvarez 65                                        |
| 20 maja 2001 | Argentinos Juniors – Talleres Córdoba 1:0 Carlos Alberto Yaqué 56                                                     |
| 20 maja 2001 | Chacarita Juniors – San Lorenzo de Almagro 0:4 Sebastián Abreu 19, 65k, Raúl Enrique Estévez 56, Leandro Romagnoli 38 |
| 20 maja 2001 | Belgrano Córdoba – River Plate 1:3 Gastón Ricardo Liendo 46 – Mario Yepes 24, Javier Saviola 84, 88                   |
| 20 maja 2001 | Newell’s Old Boys – CA Colón 1:3 Maxi Rodríguez 82 – Diego Castagno Suárez 3, Darío Gabriel Cabrol 60, 69             |
| 20 maja 2001 | Racing Club – Vélez Sarsfield 1:1 Osvaldo Francisco Canobbio 9 – Víctor Javier Müller 84                              |
| 20 maja 2001 | Gimnasia y Esgrima La Plata – Rosario Central 0:1 Fernando Javier Pierucci 66                                         |
| 20 maja 2001 | Boca Juniors – Los Andes 1:0 Walter Gaitán 19                                                                         |
| 21 maja 2001 | Huracán – Estudiantes La Plata 1:2 Gabriel Alfredo Lobos 24 – Luciano Galletti 58, Pablo Javier Quatrocchi 82         |

### Clausura 17
| Data         | Mecz |
| ------------ | --- |
| 25 maja 2001 | Independiente – Gimnasia y Esgrima La Plata 0:1 Ariel Osvaldo Rocha 26s                                                               |
| 26 maja 2001 | CA Colón – Racing Club 1:1 Claudio Fernando Graf 22 – Diego Milito 90                                                                 |
| 27 maja 2001 | Talleres Córdoba – Unión Santa Fe 3:0 Rodrigo Daniel Astudillo 15, Cristian Miguel Pino 21, Pablo Alberto Cuba 47                     |
| 27 maja 2001 | Estudiantes La Plata – Chacarita Juniors 0:1 Hugo Brizuela 39                                                                         |
| 27 maja 2001 | Los Andes – Argentinos Juniors 2:2 Gonzalo Hugo Bidal 17s, Mauricio Pedro Levato 43 – Sebastián Diego Pena 25, Diego Daniel Bustos 56 |
| 27 maja 2001 | Rosario Central – Newell’s Old Boys 1:2 Fernando Javier Pierucci 19 – Nicolás Pavlovich 18, Julio César Saldaña 86                    |
| 27 maja 2001 | River Plate – Almagro 5:1 Javier Saviola 21, Ariel Ortega 28, 64, Martín Cardetti 50, 81 – Roberto Emanuel Demus 34                   |
| 27 maja 2001 | Vélez Sarsfield – Belgrano Córdoba 0:3 Luis Fabián Artime 7, Gastón Ricardo Liendo 63, 73                                             |
| 27 maja 2001 | San Lorenzo de Almagro – Boca Juniors 1:0 Sebastián Abreu 35                                                                          |
| 28 maja 2001 | Lanús – Huracán 1:1 Diego Alberto Galván 65 – Gabriel Alfredo Lobos 17                                                                |

### Clausura 18
| Data           | Mecz |
| -------------- | --- |
| 4 czerwca 2001 | Boca Juniors – Chacarita Juniors 4:4 César Osvaldo La Paglia 6, Clemente Rodríguez 27, Walter Gaitán 54, 82 – Hugo Brizuela 53, 65, Carlos Alberto Moreno 64, Gonzalo Daniel Gaitán 90 |
| 4 czerwca 2001 | Newell’s Old Boys – Independiente 0:1 Juan Carlos Ramírez 8 |
| 5 czerwca 2001 | Gimnasia y Esgrima La Plata – Talleres Córdoba 2:1 Ariel Gustavo Pereyra 25k, Claudio Enría 72 – Hernán Franco 6                                                                       |
| 5 czerwca 2001 | Almagro – Vélez Sarsfield 1:2 Julio Maximiliano Bevacqua 36 – Federico Hernán Domínguez 25, Patricio Alejandro Camps 74                                                                |
| 5 czerwca 2001 | Racing Club – Rosario Central 4:1 Carlos Maximiliano Estévez 7, 71, Osvaldo Francisco Canobbio 45, José Chatruc 53 – Javier Edgardo Cámpora 63                                         |
| 5 czerwca 2001 | Lanús – Estudiantes La Plata 0:2 Diego Colotto 15, Roberto Fabián Pompei 25 |
| 5 czerwca 2001 | Unión Santa Fe – Los Andes 4:2 Julio Martín Valli 52, Matías Donnet 61, Guillermo Israelevich 68, 90+1 – Ezequiel Maggiolo 30, Andrés Silvera 71s                                      |
| 5 czerwca 2001 | Argentinos Juniors – San Lorenzo de Almagro 0:2 Bernardo Romeo 20, 36 |
| 5 czerwca 2001 | Huracán – River Plate 3:2 Gerardo Ariel Morales 14, Derlis Francisco Soto 61, 90+5 – Damián Álvarez 63, Ariel Ortega 69                                                                |
| 5 czerwca 2001 | Belgrano Córdoba – CA Colón 3:1 Luis Fabián Artime 27, 50, Esteban Nicolás González 61 – Claudio Fernando Graf 68k                                                                     |

### Clausura 19
| Data            | Mecz |
| --------------- | --- |
| 9 czerwca 2001  | Vélez Sarsfield – Huracán 2:0 Esteban Santiago Buján 11, Darío Fernando Husaín 15 |
| 10 czerwca 2001 | San Lorenzo de Almagro – Unión Santa Fe 2:1 Bernardo Romeo 8k, Walter Erviti 29 – Germán Pablo Castillo 44 mecz przerwany w 86 minucie z powodu wtargnięcia kibiców San Lorenzo na boisko wynik pozostawiono                                                          |
| 10 czerwca 2001 | Independiente – Racing Club 0:1 Carlos Maximiliano Estévez 66k |
| 10 czerwca 2001 | Rosario Central – Belgrano Córdoba 1:3 Daniel Eduardo Quinteros 83 – Gastón Ricardo Liendo 3, 66, Luis Fabián Artime 53 |
| 10 czerwca 2001 | Chacarita Juniors – Argentinos Juniors 2:1 Hugo Brizuela 7, Diego Alejandro Rivero 20 – Cristián Gastón Zermattén 15 |
| 10 czerwca 2001 | River Plate – Lanús 1:2 Ariel Ortega 61 – Diego Klimowicz 40k, Claudio Romualdo Sarría 78 |
| 10 czerwca 2001 | Estudiantes La Plata – Boca Juniors 1:1 Luciano Galletti 13 – Omar Sebastián Pérez 57 |
| 10 czerwca 2001 | Talleres Córdoba – Newell’s Old Boys 1:1 Daniel Alberto Albornos 75 – Germán Real 56 |
| 10 czerwca 2001 | CA Colón – Almagro 2:3 Darío Gabriel Cabrol 75, Claudio Fernando Graf 77 – Julio Maximiliano Bevacqua 15, Lucas Javier Sparapani 90, Carlos Chaile 90+2 |
| 11 czerwca 2001 | Los Andes – Gimnasia y Esgrima La Plata 3:2 Ezequiel Maggiolo 40, Carlos Javier Netto 43k, Fabio Ariel Pieters 83 – Leandro Cufré 57, Favio Damián Fernández 65 mecz przerwany w 90 minucie z powodu wtargnięcia kibiców Los Andes na boisko wynik meczu pozostawiono |

### Tabela końcowa Clausura 2000/01
| Poz | Klub                        | Mecze | Zw | Rem | Por | Pkt | BrZd | BrStr |
| --- | --------------------------- | ----- | -- | --- | --- | --- | ---- | ----- |
| 1   | San Lorenzo de Almagro      | 19    | 15 | 2   | 2   | 47  | 43   | 17    |
| 2   | River Plate                 | 19    | 13 | 2   | 4   | 41  | 48   | 27    |
| 3   | Boca Juniors                | 19    | 8  | 6   | 5   | 30  | 29   | 26    |
| 4   | Argentinos Juniors          | 19    | 8  | 5   | 6   | 29  | 27   | 22    |
| 5   | Racing Club de Avellaneda   | 19    | 7  | 8   | 4   | 29  | 21   | 20    |
| 6   | Chacarita Juniors           | 19    | 8  | 5   | 6   | 29  | 21   | 25    |
| 7   | CA Huracán                  | 19    | 8  | 4   | 7   | 28  | 28   | 28    |
| 8   | CA Vélez Sarsfield          | 19    | 7  | 6   | 6   | 27  | 25   | 24    |
| 9   | Estudiantes La Plata        | 19    | 7  | 6   | 6   | 27  | 23   | 24    |
| 10  | Almagro Buenos Aires        | 19    | 7  | 5   | 7   | 26  | 27   | 27    |
| 11  | Talleres Córdoba            | 19    | 7  | 4   | 8   | 25  | 23   | 23    |
| 12  | Newell’s Old Boys           | 19    | 7  | 3   | 9   | 24  | 27   | 28    |
| 13  | CA Colón                    | 19    | 6  | 5   | 8   | 23  | 21   | 27    |
| 14  | Club Atlético Lanús         | 19    | 6  | 4   | 9   | 22  | 28   | 30    |
| 15  | Unión Santa Fe              | 19    | 5  | 5   | 9   | 20  | 32   | 36    |
| 16  | Belgrano Córdoba            | 19    | 5  | 5   | 9   | 20  | 18   | 26    |
| 17  | Independiente               | 19    | 5  | 4   | 10  | 19  | 18   | 21    |
| 18  | Gimnasia y Esgrima La Plata | 19    | 4  | 6   | 9   | 18  | 22   | 28    |
| 19  | Los Andes Buenos Aires      | 19    | 5  | 6   | 8   | 18* | 24   | 32    |
| 20  | Rosario Central             | 19    | 4  | 5   | 10  | 17  | 24   | 38    |

- Los Andes – odjęto 3 punkty

### Klasyfikacja strzelców bramek
| Gole | Piłkarz                    | Klub                   |
| ---- | -------------------------- | ---------------------- |
| 15   | Bernardo Romeo             | San Lorenzo de Almagro |
| 13   | Martín Cardetti            | River Plate            |
| 11   | Javier Saviola             | River Plate            |
| 10   | Hugo Brizuela              | Chacarita Juniors      |
| 9    | Julio Maximiliano Bevacqua | Almagro Buenos Aires   |
| 9    | Diego Forlán               | Independiente          |
| 8    | Diego Klimowicz            | Club Atlético Lanús    |
| 8    | Ariel Ortega               | River Plate            |
| 8    | Andrés Silvera             | Unión Santa Fe         |

### Tablica spadkowa na koniec turnieju Clausura 2000/01
| Poz | Klub                        | 2003/04 pkt/m | 2004/05 pkt/m | 2005/06 pkt/m | Razem pkt/mecze | Średnia |
| --- | --------------------------- | ------------- | ------------- | ------------- | --------------- | ------- |
| 1   | Boca Juniors                | 89/38         | 74/38         | 71/38         | 234/114         | 2.0526  |
| 2   | River Plate                 | 58/38         | 86/38         | 78/38         | 222/114         | 1.9474  |
| 3   | San Lorenzo de Almagro      | 61/38         | 69/38         | 81/38         | 211/114         | 1.8509  |
| 4   | Gimnasia y Esgrima La Plata | 62/38         | 49/38         | 55/38         | 166/114         | 1.4561  |
| 5   | CA Huracán                  | 0/0           | 0/0           | 55/38         | 55/38           | 1.4474  |
| 6   | Rosario Central             | 57/38         | 66/38         | 41/38         | 164/114         | 1.4386  |
| 7   | Talleres Córdoba            | 44/38         | 58/38         | 61/38         | 163/114         | 1.4298  |
| 8   | CA Vélez Sarsfield          | 46/38         | 61/38         | 56/38         | 163/114         | 1.4298  |
| 9   | Newell’s Old Boys           | 52/38         | 55/38         | 48/38         | 155/114         | 1.3596  |
| 10  | Independiente               | 51/38         | 61/38         | 42/38         | 154/114         | 1.3509  |
| 11  | CA Colón                    | 49/38         | 55/38         | 49/38         | 153/114         | 1.3421  |
| 12  | Chacarita Juniors           | 0/0           | 45/38         | 56/38         | 101/76          | 1.3289  |
| 13  | Unión Santa Fe              | 54/38         | 50/38         | 46/38         | 150/114         | 1.3158  |
| 14  | Club Atlético Lanús         | 50/38         | 48/38         | 43/38         | 141/114         | 1.2368  |
| 15  | Estudiantes La Plata        | 45/38         | 39/38         | 56/38         | 140/114         | 1.2281  |
| 16  | Racing Club de Avellaneda   | 55/38         | 45/38         | 40/38         | 140/114         | 1.2281  |
| 17  | Argentinos Juniors          | 49/38         | 39/38         | 43/38         | 131/114         | 1.1491  |
| 18  | Belgrano Córdoba            | 44/38         | 39/38         | 37/38         | 120/114         | 1.0526  |
| 19  | Almagro Buenos Aires        | 0/0           | 0/0           | 39/38         | 39/38           | 1.0263  |
| 20  | Los Andes Buenos Aires      | 0/0           | 0/0           | 30/38         | 30/38           | 0.7895  |

## Sumaryczna tabela sezonu 2000/01
Tabela ma znaczenie nie tylko statystyczne. Na jej podstawie wyznaczane są kluby, które reprezentować będą Argentynę w Copa Libertadores i Copa Mercosur.
| Poz | Klub                        | Mecze | Zw | Rem | Por | Pkt | BrZd | BrStr |
| --- | --------------------------- | ----- | -- | --- | --- | --- | ---- | ----- |
| 1   | San Lorenzo de Almagro      | 38    | 25 | 6   | 7   | 81  | 76   | 35    |
| 2   | River Plate                 | 38    | 23 | 9   | 6   | 78  | 89   | 51    |
| 3   | Boca Juniors                | 38    | 20 | 11  | 7   | 71  | 64   | 45    |
| 4   | Talleres Córdoba            | 38    | 18 | 7   | 13  | 61  | 54   | 44    |
| 5   | CA Vélez Sarsfield          | 38    | 14 | 14  | 10  | 56  | 51   | 44    |
| 6   | Estudiantes La Plata        | 38    | 14 | 14  | 10  | 56  | 45   | 41    |
| 7   | Chacarita Juniors           | 38    | 16 | 8   | 14  | 56  | 40   | 49    |
| 8   | CA Huracán                  | 38    | 14 | 13  | 11  | 55  | 54   | 49    |
| 9   | Gimnasia y Esgrima La Plata | 38    | 15 | 10  | 13  | 55  | 58   | 57    |
| 10  | CA Colón                    | 38    | 13 | 10  | 15  | 49  | 51   | 50    |
| 11  | Newell’s Old Boys           | 38    | 12 | 12  | 14  | 48  | 45   | 50    |
| 12  | Unión Santa Fe              | 38    | 11 | 13  | 14  | 46  | 55   | 57    |
| 13  | Club Atlético Lanús         | 38    | 11 | 10  | 17  | 43  | 53   | 56    |
| 14  | Argentinos Juniors          | 38    | 10 | 13  | 15  | 43  | 45   | 50    |
| 15  | Independiente               | 38    | 11 | 9   | 18  | 42  | 42   | 44    |
| 16  | Rosario Central             | 38    | 10 | 11  | 17  | 41  | 52   | 69    |
| 17  | Racing Club de Avellaneda   | 38    | 8  | 16  | 14  | 40  | 33   | 50    |
| 18  | Almagro Buenos Aires        | 38    | 9  | 12  | 17  | 39  | 45   | 58    |
| 19  | Belgrano Córdoba            | 38    | 8  | 13  | 17  | 37  | 40   | 57    |
| 20  | Los Andes Buenos Aires      | 38    | 8  | 9   | 21  | 30* | 45   | 78    |

- Los Andes – odjęto 3 punkty

## Baraże o utrzymanie się w lidze

### Pierwsze mecze
| Data            | Mecz                                          |
| --------------- | --------------------------------------------- |
| 13 czerwca 2001 | Quilmes – Belgrano Córdoba 1:0 Agustín Alayes |
| 13 czerwca 2001 | Instituto Córdoba – Argentinos Juniors 0:0    |

### Rewanże
| Data            | Mecz                                                                                   |
| --------------- | -------------------------------------------------------------------------------------- |
| 16 czerwca 2001 | Belgrano Córdoba – Quilmes 1:0 Julio Humberto Mugnaini                                 |
| 16 czerwca 2001 | Argentinos Juniors – Instituto Córdoba 1:1 Fernando Zagharián – Carlos Alberto Sánchez |

Oba zespoły pierwszoligowe, Argentinos Juniors i Belgrano Córdoba pomimo równego bilansu utrzymały się w pierwszej lidze, gdyż w barażu zespół aspirujący do pierwszej ligi by awansować musiał być lepszy w dumeczu. Równy bilans dwumeczu faworyzował drużyny broniące się przed spadkiem..